# Eva Bartok
Eva Bartok (18 iunie 1927, Budapesta, ca Éva Márta Szőke Ivanovics – 1 august 1998, Londra) a fost actriță maghiară.  A început să joace în filme din 1950 până în 1966. Este cel mai cunoscută pentru rolurile sale din Blood and Black Lace, The Crimson Pirate, Operation Amsterdam și Ten Thousand Bedrooms.

## Biografie
În timpul celui de-al doilea război mondial, adolescenta Bartok, fiica unui evreu și a unei catolice, a fost forțată să se căsătorească cu ofițerul maghiar nazist Géza Kovács; căsătoria fiind anulată după război pe baza constrângerii unui minor. S-a mai căsătorit de încă patru ori, toate căsătoriile fiind încheiate cu divorț, inclusiv căsătoria ei finală, cu actorul Curd Jürgens (1955–56). Fiica sa, Deana, s-a născut în 1957, la scurt timp după terminarea căsătoriei cu Jürgens. Trei decenii mai târziu, Bartok a susținut că tatăl biologic al fiicei sale ar fi fost de fapt Frank Sinatra, cu care a avut o scurtă aventură în 1956.
În anii 1950, Bartok a fost diagnosticată cu cancer ovarian în timpul sarcinii, dar tumora a "dispărut" înainte de nașterea copilului. A murit la 1 august 1998 la Londra. 

## Filmografie parțială
- Mezei próféta (1947)
- A Tale of Five Cities (1951)
- The Crimson Pirate (1952)
- Venetian Bird (1952)
- Spaceways (1953)
- Der letzte Walzer (1953)
- Park Plaza 605 (1953)
- Front Page Story (1954)
- Victoria and Her Hussar (1954)
- Orient Express (1954)
- Break in the Circle (1955)

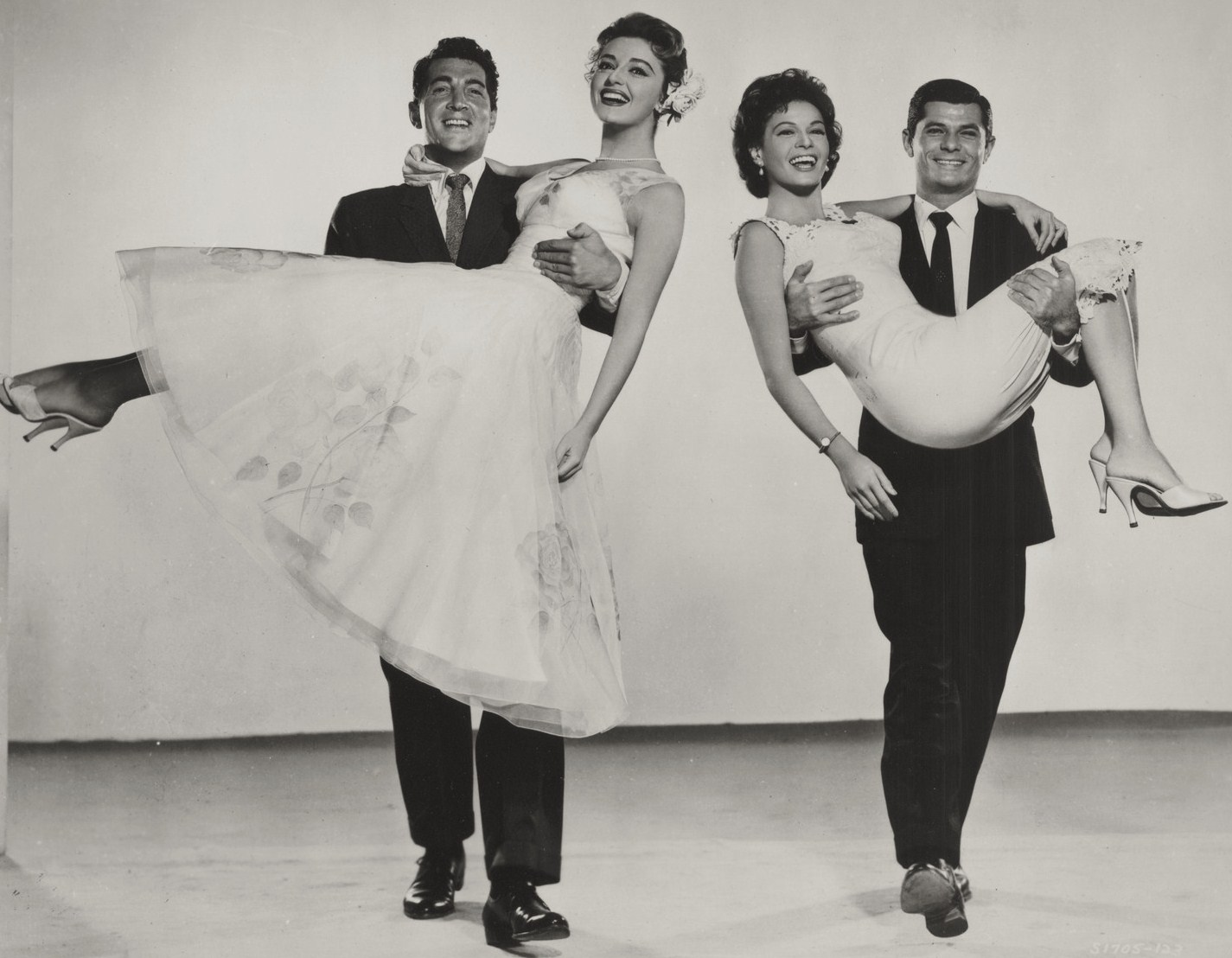
Imagine promoțională a filmului Ten Thousand Bedrooms cu Dean Martin, Anna Maria Alberghetti, Bartok şi Dewey Martin

- Dunja (engleză: Her Crime Was Love, 1955)
- The Gamma People (1956)
- Through the Forests and Through the Trees (1956)
- Ten Thousand Bedrooms (1957)
- The Doctor of Stalingrad (1958)
- Madeleine Tel. 13 62 11⁠(de)[traduceți] (a.k.a. Naked in the Night, 1958)
- Operation Amsterdam (1959)
- SOS Pacific (1959)
- Beyond the Curtain (1960)
- Ti aspetterò all'inferno⁠(it)[traduceți] (1960)
- Eheinstitut Aurora⁠(de)[traduceți] (engleză: Marriage Bureau Aurora, 1961)
- Blood and Black Lace (1964)

## Cărți
- Bartok, Eva: Worth Living For. Autobiografie. Putnam 1959.

## Legături externe
- Eva Bartok la Internet Movie Database
- A tribute to Eva Bartok
- Eva Bartok la Find a Grave
- "Talent ist nicht alles", cover story of Der Spiegel, 21 July 1954 de